# Ninko
Kejsar Ninko (japanska: 仁孝天皇?, Ninkō-ten'nō) var Japans 120:e kejsare, född den 16 mars 1800, död 21 februari 1846. Hans barnanamn var Ayahito och han var kejsare Kokakus fjärde son; hans mor var hovdamen Kajyūji Tadako. Vid nio års ålder blev han kronprins och han tillträdde som Japans kejsare då hans far abdikerade från tronen år 1817.
Kejsare Ninko grundade bland annat universitetet Gakushusho, för aristokratin. Under Meijieran kom Gakushusho att döpas om till Gakushuin.
Tillsammans med sina konkubiner och sin gemål, Fujiwara no Tsunako, fick kejsare Ninko ett antal barn:
- Kronprins Osahito (Hiro no miya), (22 juli 1831 - 30 januari 1867) (se kejsare Komei.)
- Prinsessan Toshi (Toshi no miya), 1842 omdöpt till Sumiko no miya (prinsessan Sumiko), (1828 - ?).
- Prins Miki (Miki no miya), senare känd som Misahito no miya (prins Misahito), (1833 - ?, död som barn)

År 1835 blev prins Miki överhuvud över huset Katsura.
År 1862 blev prinsessan Sumiko överhuvud över huset Katsura.
Vid hans död kröntes hans son Osahito ny kejsare och kom att bli kejsare Komei.